# Cubaanse groene specht
De Cubaanse groene specht (Xiphidiopicus percussus) is een vogel uit de familie Picidae (spechten).

## Verspreiding en leefgebied
Deze soort is endemisch in Cuba en telt twee ondersoorten:
- X. p. percussus: Cuba.
- X. p. insulaepinorum: Isla de la Juventud en de nabijgelegen eilanden.

## Status
De grootte van de populatie is niet gekwantificeerd maar de soort wordt omschreven als vrij algemeen. Op de Rode lijst van de IUCN heeft deze soort de status niet bedreigd.